# Frans Haks

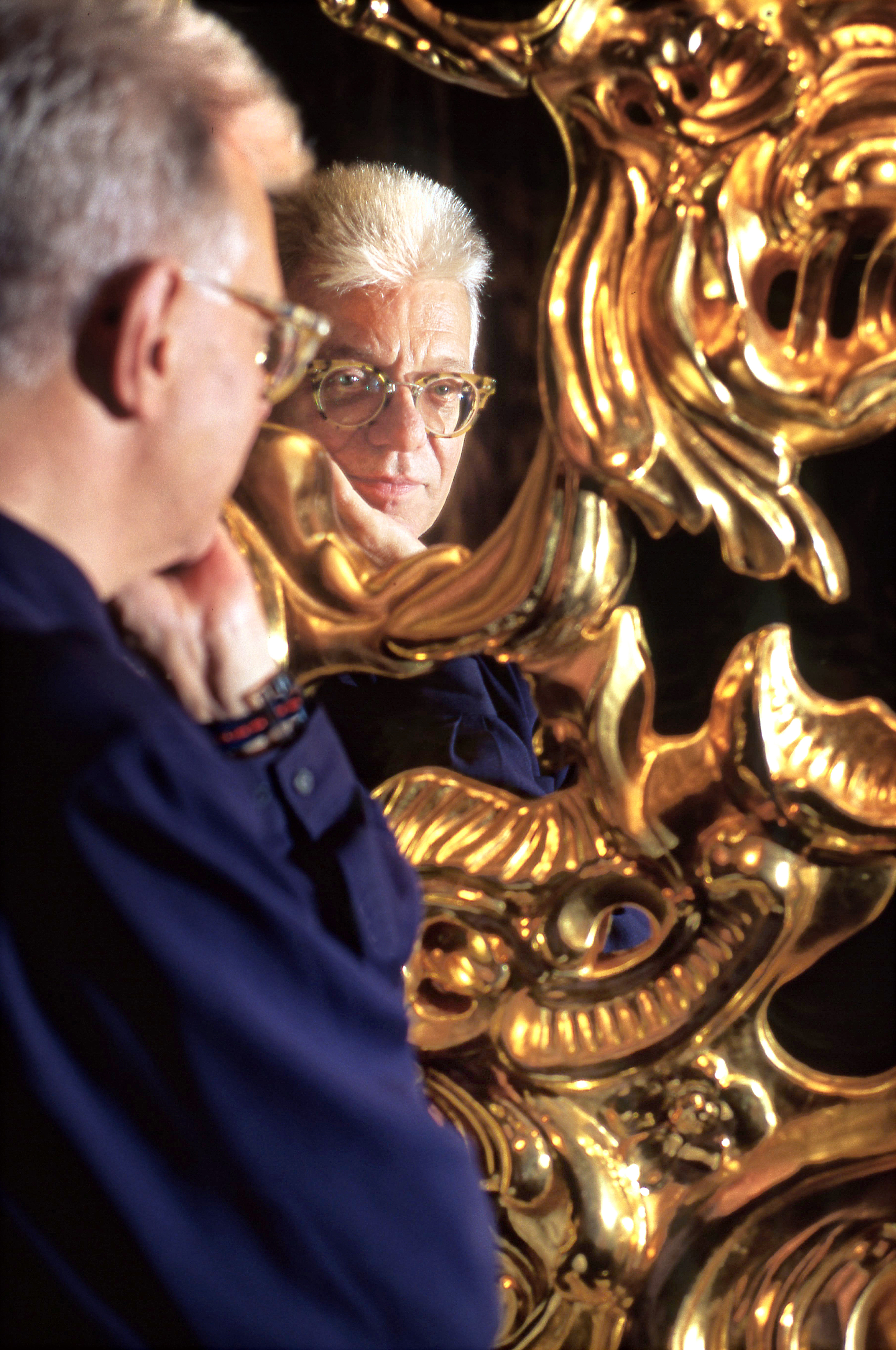
Frans Haks, Groninger Museum 1994.

Franciscus Johannes Jacobus Maria (Frans) Haks (Zeist, 30 augustus 1938 – Amsterdam, 23 december 2006) was een Nederlands museumdirecteur. Hij was van 1978 tot en met 1995 directeur van het Groninger Museum.

## Loopbaan
Haks studeerde kunstgeschiedenis in Utrecht. Tijdens deze studie interesseerde hij zich vooral voor vroegchristelijke kunst. Na zijn kandidaatsexamen in 1961 ging hij werken bij het Aartsbisschoppelijk Museum (een van de voorgangers van het Catharijneconvent) in Utrecht. In deze periode deed hij in opdracht van het museum onderzoek naar "de miraculeuze taferelen uit Christus’ openbaar leven" en naar de barokke- en achttiende-eeuwse beeldhouwkunst in de Nederlanden.
In 1963 werd Haks - aanvankelijk tegen zijn zin - conservator van de dan net opgerichte afdeling Moderne Religieuze Kunst bij hetzelfde museum. Hierdoor ontwikkelde hij zijn belangstelling voor moderne kunst. In 1965 nam hij ontslag bij het Aartsbisschoppelijk Museum en trad in dienst van het Kunsthistorisch Instituut (KHI) van de Universiteit van Utrecht. Bij het KHI kwam Haks terecht op een afdeling die zich vooral bezighield met kunst uit de middeleeuwen. Eind 1966 werd Haks bibliothecaris van het KHI, onder de voorwaarde dat hij een verzameling kunstenaarsboeken mocht aanleggen. In 1968 werd op aandringen van Haks een werkgroep "Moderne Kunst" in het leven geroepen bij het KHI en in 1970 werd Haks zelf docent bij deze werkgroep.
In 1978 werd Haks directeur van het Groninger Museum, als opvolger van Bram Westers (1928-2018). Als directeur voerde Haks een eigenzinnig en vooruitstrevend tentoonstellings- en aankoopbeleid. Spraakmakend was bijvoorbeeld de tentoonstelling met werk van de Duitse 'jonge wilden' ca. 1981. Onder zijn leiding werd in 1994 het veelbesproken nieuwe gebouw van het Groninger Museum geopend, naar het ontwerp van Alessandro Mendini. Na zijn vertrek bij het Groninger Museum in 1995 adviseerde Haks bedrijven over de ontwikkeling en presentatie van nieuwe producten.
In het najaar van 2005 deed Haks een aantal uitzendingen op RidderRadio, waarin hij op enthousiaste wijze praatte over kunst en cultuur. Citaat: "Als je nieuwe kunst bekijkt en je moet er (aanvankelijk) van kotsen, dan heb je grote kans dat (later zal blijken dat) het om iets belangrijks gaat."
Haks was de partner van Johan Ambaum (1931-2018) en overleed in december 2006 op 68-jarige leeftijd. Hij kampte in de periode voor zijn overlijden met hartklachten.

## Publicaties
- Calculerende Terriër. Logboek van het Groninger Museum van 16-1-’86 tot 31-12-’95 (1995) ISBN 90-295-2168-6
- Pissende Poes in Museumland (2000). ISBN 90-295-2168-6